# 만인 교육
만인 교육(Education For All)은 유네스코에서 시작한 국제적인 운동으로 2015년까지 어린이, 청소년 뿐 아니라 성인까지 교육의 권리 보장을 목표로 하고 있다.
유네스코에서는 만인 교육을 달성하기 위해서 국제적인 운동에 앞장서고 전 세계적으로 이루어지는 노력들을 총 동원하는데 힘썼다. 정부와 개발청, 민간 단체, 비정부기구(NGO) 및 대중 매체에서도 이 목표를 위해서 함께 협력하고 있다. 만인 교육은 또한 유엔의 새천년 개발 목표(MDGs)를 따르고 있다. 특히, 모든 아동에게 초등교육 혜택 부여를 실현하고자 하는 두 번째 목표와 모든 교육수준에서 양성평등을 추구하는 세 번째 목표와 아주 잘 맞아떨어진다. 새천년 개발 목표 또한 2015년까지 달성을 목표로 만들어진 만큼 만인 교육 운동이 새천년 개발 목표를 이루는데도 중요한 역할을 하고 있다. 패스트 트랙 이니셔티브(Fast Track Initiative) 또한 만인 교육 운동을 시행하기 위해 만들어진 글로벌 콤팩트로 '초등교육의 질적 발전과 성장의 가속화'를 목표로 하고 있다.
또한, 유네스코는 매년 EFA 지구 보고서(Eduaction for All Global Monitoring Report)를 출판하고 있다. 유네스코 웹사이트인 http://www.unesco.org/en/efareport에서 더 많은 정보를 확인할 수 있다.

## 만인 교육에 관한 세계회의(1990년도, 좀티엔)
만인 교육 운동은 1990년 태국, 좀티엔에서 열린 만인 교육에 관한 국제회의에서 시작되었다. 전 세계의 대표자 (155개국과 150 기관의 대표자 참석)들이 모여 '10년안에 초등교육의 보편화와 대대적인 문맹률 감소'에 적극 임하기로 동의했다. 좀티엔 회의에서 만인 교육에 관한 세계 선언을 선포했다. 이 선언은 교육이란 인간의 기본적인 권리라고 강조하며 모두가 기본적인 학습은 할 수 있도록 교육 분야를 개선을 위한 국가의 노력에 더 힘을 실어주어야 한다고 말한다.
기본적인 학습을 충족하기 위해서 2000년도에 6가지 목표를 작성했다.
- 첫 번째 목표: 교육에 대한 보편화 추구
- 두 번째 목표: 교육에 대한 형평성 추구
- 세 번째 목표: 학업 성취도 강조
- 네 번째 목표: 기본적인 교육에 대한 의미와 관념의 확대
- 다섯째 목표: 학습 환경 개선
- 여섯째 목표: 2000년도까지 파트너십 향상

## 세계 교육 포럼 (2000년도, 다카르)
10년 후인 2000년도에는 세네갈, 다카르에서 열린 세계 교육 포럼에 1100명이 참석하며, 국제 사회가 다시 한번 모이는 계기가 되었다. 이 포럼에서는 만인 교육을 위한 세계 포럼에서 결의한 목표 수행에서 많은 국가들이 뒤쳐져 있다는 것에 대해 재점검을 하였다. 이들은 다카르 협약(Dakar Framework for Action)을 맺고 2015년까지 만인 교육을 달성하기 위해 노력할 것임을 재확인하고 아동, 청소년 및 성인을 위한 교육을 위한 6가지 목표를 재명시 하였다. 그리고 세계 교육 포럼에서는 유네스코가 목표 달성을 위해 다양한 단체와 기관들의 조직화 할 의무가 있음을 재차 확인하였다. 다카르 협약에서 공동의 목표를 위한, 만인 교육을 위한 6가지 목표는 이와 같다.
- 첫 번째 목표: 영유아 보호 및 교육
- 두 번째 목표: 초등 교육의 무상 제공 및 의무화
- 세 번째 목표: 학습 및 생활 기술 장려
- 네 번째 목표: 성인 식자율 50퍼센트까지 확대
- 다섯째 목표: 2005년도까지 양성 초중교육 평등 구축, 2015년도까지 양성 교육 평등 확립
- 여섯째 목표: 교육의 질 향상

## 만인 교육 개발 지수(Education for All Development Index)
만인 교육 개발 지수(EDI)는 다카르 협약에서 지정된 만인 교육을 위한 목표를 각 국가별로 평가 하기 위해서 유네스코에서 개발한 지수이다. 만인 교육 개발 지수(EDI)는 만인 교육의 6가지 목표 중 측정 가능한 4가지 목표를 선정하여 평가한다. 각각의 목표는 구체적인 지표를 사용하여 이 개발 지수에서 모두 같은 비중을 차지하고 있다. 만인 교육 개발 지수(EDI)에서 각 국가에 주어지는 4가지 목표에 대한 산술적인 지수도 같은 것이다. 이 개발지수가 퍼센트(비율)로 쓰이고 비로도 쓰인다. 퍼센트(비율)로 쓰이는 경우에는 범위가 0에서 100까지 이고 비로 쓰일 경우에는 0에서 1이다. 만인 교육 개발 지수(EDI)가 높을 수록 전반적인 만인 교육목표를 달성하는데 가까워졌음을 의미한다.
만인 교육 개발 지수(EDI)에서 측정되는 4가지 목표와 그에 상응하는 지표는 다음과 같다.
- 첫 번째 목표: 영유아 보호 및 교육 - 이 목표를 통해서 초등교육 순수 등록 비율(Net enrolment ratio)을 알고자 한다. 취학 연령의 아동들 중 실제 초등학교에 취학한 아동의 비율을 측정하는 것이다. 퍼센트로 측정되므로 범위는 0에서 100사이이며, 초등교육 순수 등록 비율(Net enrolment ratio)이 100%라는 말은 취학해야할 아동들이 모두 취학했다는 것을 뜻한다.
- 네 번째 목표: 성인 식자율 50퍼센트까지 확대 - 현존하고 있는 식자율에 대한 자료가 완벽하지는 못하지만, 15세 이상의 성인 대상 식자율은 목표에 대한 진척 상황을 평가하기 위해 선정되었다.
- 다섯째 목표: 2005년도까지 양성 평등 구축, 2015년도까지 양성 평등 확립 - 성 불평등 지수(gender-specific EFA index)는 초등교육과 중등교육, 성인 식자율에서 나타나는 성평등 지수(Gender Parity Index)를 모두 같은 비중으로 계산한 후의 평균을 나타낸다. 따라서 이는 만인 교육에 관한 기존 목표의 두가지 하위 목표를 포함하고 있음을 알 수 있다. 양성 초중 교육 평등(초중교육에서의 남녀학생의 동등한 참여율 달성)과 양성 교육 평등(남녀의 교육 평등 확립) 이 두가지를 나타내기 위해 성인 식자율을 측정한다.
- 여섯째 목표: 교육의 질 향상 - 만인 교육 개발 지수에서 질적 부분을 담당할 수 있는 가장 훌륭한 지표로써, 다수의 국가를 비교할 수 있는 데이터이다.